# 云南大学附属中学
云南大学附属中学，简称云大附中，是云南省昆明市的一所一级一等完全中学。由一二一校区（云大附中本部）（初中部）、星耀校区（初中部&高中部）、呈贡校区（初中部&高中部）、会展校区（初中部）、西林分校（初中部）、大学城校区（初中部）、星耀喻昭校区（公办初中部）和西山校区（初中部）组成。始建于1927年，曾历经东陆大学附中、云大附中、云大工农速中、云大教工子弟中学等时期，于80年代复校，1988年恢复使用现校名。

## 历史
1927年春，私立东陆大学创办附属中学，1930年5月停办，尚未毕业学生并入省立第五中学。1936年2月，成立国立云南大学附属中学。抗日战争期间曾先后迁往路南县城、昆明北郊龙头村。1948年7月，当局以学生闹学潮为由，宣布解散云大附中。1954年，云南大学附设工农速成中学开办，1958年改为工农预科，1960年开设附中，1960年7月，云南省委决定停办云大附中。1982年，为解决云南大学教工子女上学问题，云南大学子弟中学成立，其后昆明贵金属研究所、中国科学院昆明分院相继加入办学。1988年7月15日，在子弟中学的基础上恢复云南大学附属中学。2014年3月，该校被认定为云南省一级一等完全中学。

## 历任领导
参考：
| 姓名   | 任期           | 职务                                             |
| ------ | -------------- | ------------------------------------------------ |
| 聂体仁 | 1927.4—1930    | 国立东陆大学附属中学主任                         |
| 徐继祖 | 1936.1—1936.7  | 云南大学附属中学主任                             |
| 聂体仁 | 1936.7—1937    | 云南大学附属中学主任                             |
| 杨春洲 | 1937.9—1947.9  | 云南大学附属中学主任、校长                       |
| 安子明 | 1947.12—1948.7 | 云南大学附属中学校长                             |
| 李广田 | 1954—1961      | 云南大学校长兼工农速中（预科、附中）校长         |
| 常丕义 | 1954—1961      | 云南大学工农速中（预科、附中）副校长（主持工作） |
| 杨明江 | 1982—1984      | 云南大学子弟中学负责人                           |
| 高照   | 1984—1986      | 云南大学子弟中学副校长（主持工作）               |
| 余建忠 | 1986.7—2002    | 云南大学子弟中学校长                             |
| 余建忠 | 1986.7—2002    | 云南大学附属中学校长                             |
| 何明   | 2002—2004      |                                                  |
| 沈紫金 | 2005—2011      |                                                  |
| 高云飞 | 2012—2020      |                                                  |
| 刘卫华 | 2020-2024      |                                                  |
| 高云飞 | 2024年至今     |                                                  |